# Bahnhof Eggenburg
Der Bahnhof Eggenburg ist ein Durchgangsbahnhof in der Stadt Eggenburg an der Franz-Josefs-Bahn. Der Bahnhof zählt zu den meistfrequentierten im Waldviertel an der Franz-Josefs-Bahn bedingt durch die zentrale Lage der Stadt Eggenburg im östlichen Waldviertel und der Nähe zum Weinviertel. Eggenburg wird in den Stoßzeiten im Halbstundentakt, sonst durch stündliche REX-Züge Wien Franz-Josefs-Bahnhof–Sigmundsherberg/Gmünd NÖ bedient. Er ist der einzige Bahnhof neben dem Bahnhof Sigmundsherberg, in dem alle Züge halten, welche zwischen Tulln und Sigmundsherberg verkehren. Pendler nach Wien machen einen Großteil der Nutzer des Bahnhofs aus.

## Geschichte
Der Bahnhof wurde im Zuge des Baus der Franz-Josefs-Bahn zwischen Eggenburg und Gmünd in den 1860er Jahren errichtet und 1869 eröffnet. Im Jahr darauf folgte die Fertigstellung des Teilstücks Eggenburg–Wien Franz-Josefs-Bahnhof.
Der Bahnhof war seit der Eröffnung der Strecke Schnellzughalt der Züge Wien–Prag/Berlin/Hamburg. Die Herabstufung des Bahnhofs zu einem Nahverkehrshalt erfolgte erst mit der Verlegung der Fernzüge auf die Nordbahn in den 1990er Jahren.
1985 wurde die Franz-Josefs-Bahn zwischen Absdorf-Hippersdorf und Sigmundsherberg elektrifiziert. Im Jahr 1994 wurde im Zuge der Modernisierung der Franz-Josefs-Bahn, welche die Elektrifizierung bis Gmünd inkludierte, der Bahnhof umgebaut und mit erhöhten Bahnsteigen ausgestattet.

## Anlagen
Das Aufnahmsgebäude des Bahnhofs steht unter Denkmalschutz (Listeneintrag).
Der Bahnhof verfügt über einen beheizten Warteraum mit Sitzmöglichkeiten und Herren- und Damentoilette. In den Warteraum ist ein Schalter integriert.
Der Bahnhof hat drei Hauptbahnsteige. Der Hausbahnsteig (Gleis 1) ist durch eine Unterführung mit dem Inselbahnsteig (Gleis 2 und 3) verbunden. Die meisten Züge halten am Gleis 3, das Gleis 2 wird für etwaige Zugkreuzungen am Nachmittag oder bei Verspätungen benötigt. Obwohl diese Unterführung keinen Personenlift besitzt, besteht die Möglichkeit, östlich des Bahnsteigs über einen ebenerdigen Übergang die Gleise zu überqueren. Hierfür muss der örtliche Fahrdienstleiter jedoch ein Tor im Zaun öffnen, der die Gleise von Bahnsteig 1 und 2 trennt.
Nördlich des Bahnhofs befindet sich eine Bushaltestelle sowie eine Park-and-Ride-Anlage, südlich ebenfalls ein PKW-Abstellplatz. Die beiden Parkplätze haben ein Fassungsvermögen von 220 PKW.
Westlich des Bahnhofs befindet sich der ehemalige Wasserturm.

## Verbindungen
| Linie | Strecke                                                                                             | Takt (min) | Anmerkung                             |
| ----- | --------------------------------------------------------------------------------------------------- | ---------- | ------------------------------------- |
| REX41 | Sigmundsherberg – Eggenburg – Tulln an der Donau – Wien Franz-Josefs-Bahnhof                        | ~120       | zur Hauptverkehrszeit alle 60 Minuten |
| REX41 | České Velenice/Gmünd – Sigmundsherberg – Eggenburg – Tulln an der Donau – Wien Franz-Josefs-Bahnhof | ~120       | zur Hauptverkehrszeit alle 60 Minuten |

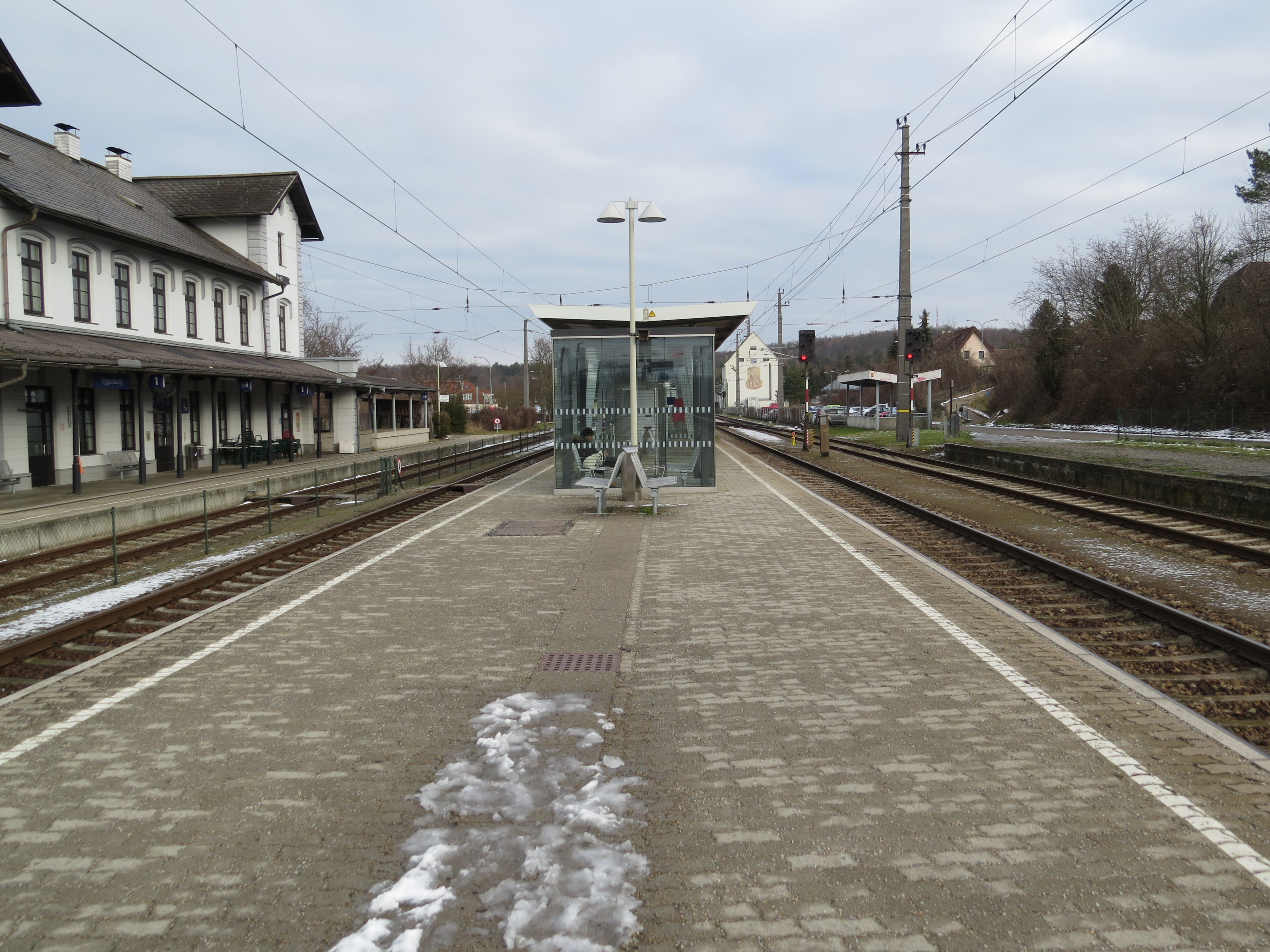
Bahnsteige am Bahnhof Eggenburg (2018)

Vor dem Bahnhof befindet sich eine Bushaltestelle, die aber hauptsächlich nachmittags genutzt wird.
- 816: Eggenburg – Stoitzendorf – Braunsdorf b. Eggenburg – Goggendorf – Niederschleinz – Sitzendorf/Schmida – Pranhartsberg – Sitzenhart – Obergrabern – Mittergrabern – Windpassing b. Hollabrunn – Schöngrabern – Suttenbrunn – Hollabrunn

- 878: Eggenburg – Stoitzendorf – Röschitz – Roggendorf b. Eggenburg – Kleinjetzelsdorf – Großreipersdorf – Pulkau – Schrattenthal – Waitzendorf b. Retz – Obermarkersdorf – Obernalb – Retz

- 878: Eggenburg – Gauderndorf – Kattau – Kleinjetzelsdorf – Roggendorf b. Eggenburg – Röschitz – Stoitzendorf – Kleinreinprechtsdorf – Roseldorf b. Sitzendorf

- 1302: Eggenburg – Kühnring b. Eggenburg – Stockern b. Horn – Maria Dreieichen – Horn (1 Fahrt an Schultagen)